# Jean Chaline
Pour les articles homonymes, voir Chaline.
Jean Chaline, né le 18 février 1937 à Châlons-en-Champagne (Marne), est un paléontologue et paléoanthropologue français, spécialiste de l'évolution des rongeurs de l’hémisphère Nord et de l’évolution de l'Homme. Il s'est intéressé aux mécanismes de l'évolution, notamment aux relations entre la biologie du développement et la paléontologie, dans le cadre de la théorie synthétique de l'évolution, et a analysé les relations entre les sciences de l'évolution et les religions,.
Jean Chaline est directeur de recherche du CNRS à la retraite (ancien membre du Laboratoire Biogéosciences du CNRS et de l'université de Bourgogne et ancien directeur d’études honoraire à l’École pratique des hautes études).
Certaines de ses prises de position vont aussi à l'encontre du consensus scientifique, notamment en ce qui concerne le réchauffement climatique,.

## Formation
Jean Chaline accomplit ses études secondaires au lycée expérimental de type anglo-saxon de Fulpmes, puis à Innsbruck, en Autriche (1947-1950), où il fut très influencé par les méthodes de travail promues par Alice Saunier-Seïté, devenue ultérieurement ministre de l’Éducation nationale. Après ses études secondaires achevées à Troyes, il a suivi un cursus de licence de sciences de la terre (DES de géologie du Quaternaire avec R. Ciry), botanique, biologie, zoologie, pédologie, climatologie et préhistoire (avec J. Joly) à l’université de Bourgogne à Dijon. La découverte de marmottes fossiles en Bourgogne et de rongeurs dans plusieurs grottes préhistoriques l'a orienté vers la paléontologie et la biologie des rongeurs avec René Lavocat et Francis Petter.

## Carrière scientifique
Entré au CNRS en 1960, nommé maitre de recherche (1973-1982), il fut élu à l’École pratique des hautes études (EPHE) en 1978, comme directeur du Laboratoire de Préhistoire et de Paléoécologie du Quaternaire, succédant aux professeurs, Franck Bourdier, pour la géologie du Quaternaire et à Lionel Balout, pour la Préhistoire. Nommé directeur de recherche au CNRS (DR1 : 1982-1989), il fUt élu en 1983 directeur de l’Unité de recherche associée au CNRS 157, Paléontologie analytique et Géologie sédimentaire, de Dijon jusqu’en 1995, où l’URA devint l’UMR 5561 des Biogéosciences-Dijon. De 1994 à 1998, Jean Chaline fut vice-président chargé de la recherche à l’université de Bourgogne.

## Paléontologie des rongeurs
Jean Chaline a réalisé sous la direction du paléontologue Henri Tintant, promoteur de la théorie synthétique de l’évolution et des méthodes statistiques appliquées à la paléontologie en France, et avec Marie-Henriette Alimen (directrice du laboratoire de Géologie du Quaternaire du CNRS), une thèse d’État en 1969 sur Les Rongeurs du Pléistocène moyen et supérieur de France. Cette thèse fondée sur l'analyse de plus de 200 nouveaux sites préhistoriques a permis une quantification de l’évolution graduelle des rongeurs campagnols du genre Microtus, une biostratigraphie du Quaternaire d'Europe et la mise en évidence des migrations trans-eurasiatiques résultant des fluctuations climatiques quaternaires. Il a découvert plusieurs nouveaux genres et espèces de rongeurs (Nemausia salpetrierensis). Ses travaux sur l’évolution des rongeurs lui ont permis de dater de nombreux sites préhistoriques contenant des Hominina (Tautavel, Arcy-sur-Cure) .

## Théorie de l'évolution
Outre ses recherches sur les rongeurs, Jean Chaline s’est toujours intéressé à l’actualisation de la théorie de l'évolution, en y intégrant les dernières avancées du développement embryologique et de la génétique, notamment le rôle des gènes architectes Hox et des hétérochronies qui peuvent tronquer, ralentir, accélérer ou allonger le développement sous l’action contraignante des mutations. Il a appliqué ces approches à l'analyse embryologique et génétique humaine en y intégrant la quantification des crânes pour évaluer l'évolution morphologique des Hominina. Ces reconsidérations biologiques leur ont permis de formuler une théorie biologique et paléoclimatique de l’évolution humaine très différente de celle d'Yves Coppens.

## De la paléontologie à la biophysique, le monde des fractales
Jean Chaline est l’un des rares chercheurs à avoir appliqué le principe de la « pluridisciplinarité », ce qui lui a été reproché. C’est ainsi qu’il a collaboré dès 1990 avec Jacques Dubois de l’Institut de physique du globe de Paris et sous-directeur du département des Sciences de l’univers du CNRS. Ils ont été les premiers à démontrer que les apparitions et les extinctions d’espèces de rongeurs campagnols ne se faisaient pas au hasard, mais suivaient des lois de puissance impliquant des structures fractales. Cette approche, considérée par certains comme anti-darwinienne, intégrait le vivant dans le contexte de l’univers et donc indissociable de ses lois physiques. Cette recherche s’est poursuivie par la création d’un groupe de recherche avec l’astrophysicien Laurent Nottale, directeur de recherche à l’Observatoire de Paris-Meudon (CNRS), qui venait de mettre au point sa Théorie de la Relativité d’Echelle et avec Pierre Grou, sociologue à l'université de Saint-Quentin-en-Yvelines, spécialiste de l’évolution économique des sociétés. Ce groupe a constaté que les systèmes des sciences de l’univers, de la vie et des sociétés présentaient des caractéristiques communes : ils évoluent, sont sujets à des ruptures, hiérarchisés, structurés en niveaux et sous-niveaux d’organisation de plus en plus complexes. Ils ont constaté l’existence de lois d’accélération vers des points de ruptures, correspondant à des temps critiques, ou de décélération après ces ruptures. En outre, il existe dans la nature une possibilité de prédictibilité à caractère indéterministe, c’est-à-dire de prévoir l’existence de structures.
Ces lois furent découvertes en 1995 par Didier Sornette et Charles G. Sammis. Ils montraient de façon empirique que le phénomène sismique de Kobe (Japon) et que les variations de l’indice S&P 500 de la Bourse de New-York pouvaient être considérés comme des systèmes auto-organisés complexes, suivant la même loi d’accélération ou de décélération. Il s’agit d’une loi non-linéaire log-périodique, qui est périodique, non pas en fonction du temps, mais en fonction du logarithme de l’écart à un temps critique propre à chaque phénomène. Il s’agit d’une manifestation de l’invariance d’échelle discrète, autrement dit aucune échelle ne caractérise le système. L’invariance d’échelle peut être considérée comme une symétrie se retrouvant à toutes les échelles et impliquant la récurrence à chaque échelle d’un motif à l’intérieur d’un motif. Autrement dit, un objet autosimilaire conserve sa forme quelle que soit son échelle d’observation, un peu à la façon d’une multitude de poupées matriochkas emboîtées.
Ces travaux de Sornette et de ses collaborateurs (1995, 1996, 1998) ont suggéré à Nottale de traiter l’arbre de la vie comme les arbres végétaux structurés de manière fractale, mais dans le temps, au lieu de l’espace, en privilégiant une interprétation des lois log-périodiques en termes de structures fractales autosimilaires. Nottale a proposé une chronologie suivant une loi discrétisée. On s'attend donc à observer, aussi bien des « événements précurseurs » en accélération log-périodique vers le temps critique, que des « événements répliques » en décélération log-périodique à partir du temps critique.
Effectivement, Nottale, Chaline et Grou ont mis en évidence l’existence d’une structuration fractale macroévolutive des arbres de l’évolution. Ils ont montré que la chronologie des événements évolutifs majeurs de groupes d’animaux fossiles aussi variés que les dinosaures, les rongeurs, les primates, les chevaux d’Amérique du Nord, les oursins et l’histoire globale de la vie, mais également que celles de l’économie mondiale et des civilisations précolombiennes, suivaient les mêmes lois particulières que les phénomènes sismiques et les cours de la bourse de New York, déjà évoqués. Ces résultats expriment une loi de probabilité d’évènements particuliers spécifiques du phénomène étudié : une loi log-périodique. L’arbre de la vie est donc bien fractal.
Cette même loi de structuration log-périodique fut retrouvée, identique, dans le domaine des turbulences par Diogo Queiros-Condé, puis dans le développement ontogénétique humain, et également dans l’évolution de la démographie et des phénomènes climatiques, comme la fonte de la banquise arctique. Avec Ivan Brissaud (INP2, CNRS), Jean Chaline a montré que les lois log-périodiques s’appliquaient également à de nombreux autres phénomènes en dehors de la géophysique, de la paléontologie, de la biologie et de l’économie (conquête de la planète par l’homme moderne, l’évolution des courants artistiques, de la musique (le jazz), l’unification des territoires des nations (Empire romain, France, Russie, Chine, Allemagne, USA liées aux évolutions politiques, découvertes des éléments chimiques, des accélérateurs de particules vers les hautes énergies, évolution des remontées mécaniques pour les skieurs et même celle des ordres religieux et monastiques).
Les lois log-périodiques ne sont pas des lois du hasard. Elles sont parfaitement déterministes, mais Nottale les interprète, non pas comme portant sur des dates précises, mais comme des dates de probabilité maximale d’apparition de pics de probabilité de sauts évolutifs. La multiplication des exemples observés suggère que les lois log-périodiques apparaissent désormais comme des lois assez universelles qui sont « probabilistes » aux diverses échelles. C’est une nouvelle façon de reconsidérer l’origine de l’univers, de la vie, du vivant et des sociétés, une approche qui est loin de faire l'unanimité.

## Applications médicales
Les recherches de Jean Chaline ont eu quelques applications médicales. Une synthèse sur les relations de parenté entre les rongeurs du monde a permis d’expliquer les variations des temps de rejets entre des xénogreffes chez le cobaye, le hamster, le rat et la souris. Dans le même registre, il a proposé d’utiliser pour les transplantations d’organes à l’homme, le cabiaï, un rongeur géant sud-américain, au lieu d’essayer le porc rejeté par beaucoup pour des raisons religieuses. Enfin, collaborant avec des gynécologues, il a présenté une nouvelle théorie biologique expliquant la disparition des Néandertaliens sous l’effet de l’éclampsie. Il a également participé à l’identification du rongeur qui transmet l’échinococcose alvéolaire en Chine.

## Colloques et enseignements
Parmi les autres activités de Jean Chaline, il faut citer l’organisation de cinq colloques internationaux de paléobiologie, dont celui du CNRS de 1982 : Modalités, rythmes de l'évolution, processus de spéciation : gradualisme phylétique ou équilibres ponctués. Il a également organisé plusieurs grandes expositions telles que celle de 1982 : L'évolution biologique et l’évolution humaine aux musées archéologiques de Dijon et de Lyon et, en 2001, l'Odyssée de l'évolution, au Muséum d'histoire naturelle de Dijon.
En ce qui concerne l’enseignement, il a créé en 1979 un « Certificat de Maîtrise de Paléontologie humaine et de Préhistoire » de l’Université et de l’EPHE, remplacé en 1991 par un nouveau DESS : Méthodes scientifiques et techniques en archéologie.

## Controverse sur l'origine anthropique du réchauffement climatique
Depuis 2019, Jean Chaline nie ouvertement l'impact de l'homme sur changement climatique. Son dernier livre, Histoire climatique de la Terre - Et si tout venait du soleil ? (2024), met en cause les variations de taches solaires ainsi que la variation de la distance Terre-Soleil comme étant les causes de l'augmentation globale des températures. Ce propos climatosceptique va à l'encontre du consensus scientifique sur le changement climatique.

## Distinctions
Jean Chaline a reçu le prix Verdaguer de l'Institut de France (1985), les palmes académiques (1991) et les insignes de chevalier dans l'Ordre national de la Légion d'honneur (2005)[réf. souhaitée].

## Publications
Les recherches de Jean Chaline se sont traduites par la publication de 257 articles dans les principales revues de ses disciplines.

### Livres de vulgarisation scientifique
Publication de 42 manuels d’initiation à la recherche, à l’enseignement et à la vulgarisation :
- Jean Chaline, Le Quaternaire, l'histoire humaine dans son environnement, Paris, Éditions Doin, 1972.
- Jean Chaline et Pierre Mein, Les rongeurs et l'évolution, Paris, Éditions Doin, 1979.
- Jean Chaline, L'évolution biologique humaine, Paris, Éditions PUF, coll. « Que sais-je ? », n° 1996.1982.
- Jean Chaline, L'histoire de l'homme et les climats au Quaternaire, Paris, Éditions Doin, 1985.
- Jean Chaline, Paléontologie des Vertébrés, Paris, Éditions Dunod, 1987.
- Charles Devillers et Jean Chaline, La Théorie de l'évolution. État actuel de la question à la lumière des connaissances scientifiques actuelles, Paris, Dunod, 1989.
- (en) Jean Chaline, Vertebrate Paleontology, Heidelberg, Springer Verlag, 1990.
- (en) Charles Devillers et Jean Chaline, Evolution. An Evolving Theory, Heidelberg, Springer Verlag, 1993.
- Jean Chaline, Une famille peu ordinaire. Du singe à l’homme, Paris, Éditions du Seuil, 1994.
- Jean Chaline, Les Horloges du vivant. Un nouveau stade de la Théorie de l'évolution ? Paris, Éditions Hachette,1999.
- Laurent Nottale, Jean Chaline et Pierre Grou, Les arbres d'évolution. Univers, vie et sociétés. Paris, Éditions Hachette, 2000.
- Jean Chaline, Un million de générations. Aux sources de l'humanité, Paris, Éditions du Seuil, 2000.
- Jean Chaline et Didier Marchand, Les merveilles de l’évolution, Dijon, Éditions Universitaires de Dijon, 2002.
- Jacques Dubois et Jean Chaline, Le Monde des fractales. La géométrie cachée de la nature, Paris, Éditions Ellipses, 2006.
- Jean Chaline, Quoi de neuf depuis Darwin ? La théorie de l’évolution dans tous ses états, Paris, Éditions Ellipses, 2006.
- Laurent Nottale, Jean Chaline et Pierre Grou, Des fleurs pour Schrödinger. La relativité d’échelle et ses applications, Paris, Éditions Ellipses, 2009.
- Jean Chaline et Didier Marchand, Le singe, l’embryon et l’homme. Une nouvelle clé de lecture de l’histoire de l’homme, Paris, Éditions Ellipses, 2010.
- Jean Chaline et Cédric Grimoult, Les sciences de l’évolution et les religions. Enjeux scientifiques, politiques, philosophiques et religieux, Paris, Éditions Ellipses, 2011.
- Jean Chaline, Généalogie et génétique. La saga de l’humanité. Migrations, Climats et Archéologie, Paris, Éditions Ellipses, 2014.
- Diogo Queiros-Condé, Jean Chaline, Jacques Dubois, Le Monde des Fractales. La Nature trans-échelles, 2e édition entièrement révisée, Paris, Ellipses, 2015.
- Jean Chaline, Archéologie des religions. La saga des religions dans leur contexte historique, Paris, Éditions Ellipses, 2018.
- Jean Chaline, Histoire de la barbarie. Requiem pour l’humanité, Paris, Éditions Ellipses, 2018.
- Jean Chaline, Histoire des grandes questions existentielles, Paris, Éditions Ellipses, 2022.
- Jean Chaline, Jacques Lang, Histoire climatique de la Terre - Et si tout venait du soleil ?, Éditions Ellipses, 2024.

### Littérature
- Jean Chaline, Opération Adam, Paris, Éditions Le Cerf, 1997 (un roman anti-créationniste publié sous le pseudonyme d’Ivan Petrovitch C. pour le séparer de ses ouvrages strictement scientifiques).

## Autres activités de médiation grand public
Jean Chaline a participé à plusieurs films scientifiques :
- La Théorie de l'évolution, La Preuve par cinq, CNDP, La Cinquième, 1996.
- Jean-Paul Fargier, Adam, roi des singes, CNRS, La Cinquième, l’Université de Bourgogne & les Films d’Ici, 1997.
- Eric Paul, Trans’Tyfypal, la banque d’images de paléontologie et de préhistoire, Dijon Centre audiovisuel, 1997.
- Bernard Jourdain, Les Dessous de la Terre : La Terre en équation, La Cinquième, 2000.
- Maia Roquelle, Roger Cuvillier. Le monde entier fait zoom,  Zoom-Zoom productions, FR3-Dijon, 2003.
- Marcel Jullian, Le Roman de l’homme, La Cinquième.